# SS Republic
El SS Republic fue un barco de vapor de rueda lateral, originalmente llamado SS Tennessee (también llamado CSS Tennessee, USS Tennessee y USS Mobile por un tiempo), perdido en un huracán frente a la costa de Georgia en octubre de 1865, en ruta a Nueva Orleans. En 2003, el naufragio fue localizado a 100 millas (160 km) de la costa de Savannah, Georgia, y los artefactos están en exhibición en museos seleccionados, junto con historias de video sobre pasajeros y miembros de la tripulación.

## Historia

### Primeros Años
El barco fue construido en Baltimore, Maryland,por el constructor naval John A. Robb.
En agosto de 2003, el naufragio de la República fue localizado por Odyssey Marine Exploration,Inc., una compañía de arqueología comercial en Tampa, Florida. Fue encontrada a unas 100 millas (160 km) al sureste de Savannah, Georgia,en unos 1.700 pies (500 metros) de agua. Un esfuerzo de salvamento recuperó alrededor de un tercio de las raras monedas de oro y plata del siglo 19 llevadas a bordo, por un valor estimado de $ 75 millones. La mayor parte del casco del barco ya no está, pero el timón, partes de la rueda de paletas y la máquina de vapor todavía están presentes. El esfuerzo de búsqueda y recuperación fue representado en un documental de televisión de la National Geographic Society Civil War Gold.